# 交響曲第5番 (ブルックナー)
交響曲第5番 変ロ長調（こうきょうきょくだい5ばん へんろちょうちょう）WAB.105は、アントン・ブルックナーが作曲した交響曲の一つ。

## 概要
ブルックナーが遺した全交響曲の中で、この第5番は生涯後期に書き上げられた第8番と並んで規模の大きな部類に入る。
特徴として、対位法の技法が活用されており、音の横の流れを多層的に積み重ね、あたかも壮大な音の大伽藍を築き上げるかの如くの作風となっていることが挙げられる。また、コラール主題を象徴的に用いるということも為されており、これらによって、当楽曲の根本に宗教的意味合いや神への畏敬の念が存在すると解釈されている。加えて循環手法により全曲の論理的流れをフィナーレのクライマックスに収斂させるという設計方も作品全体に為されており、全ての事象を絶対的且つ超越的な神に帰す固い信仰を表現しているとも考えられている。
当楽曲は、ブルックナーが遺した交響曲の中では珍しく、完成後に何度も改訂を重ねるには至っていない。

## 作曲の経緯

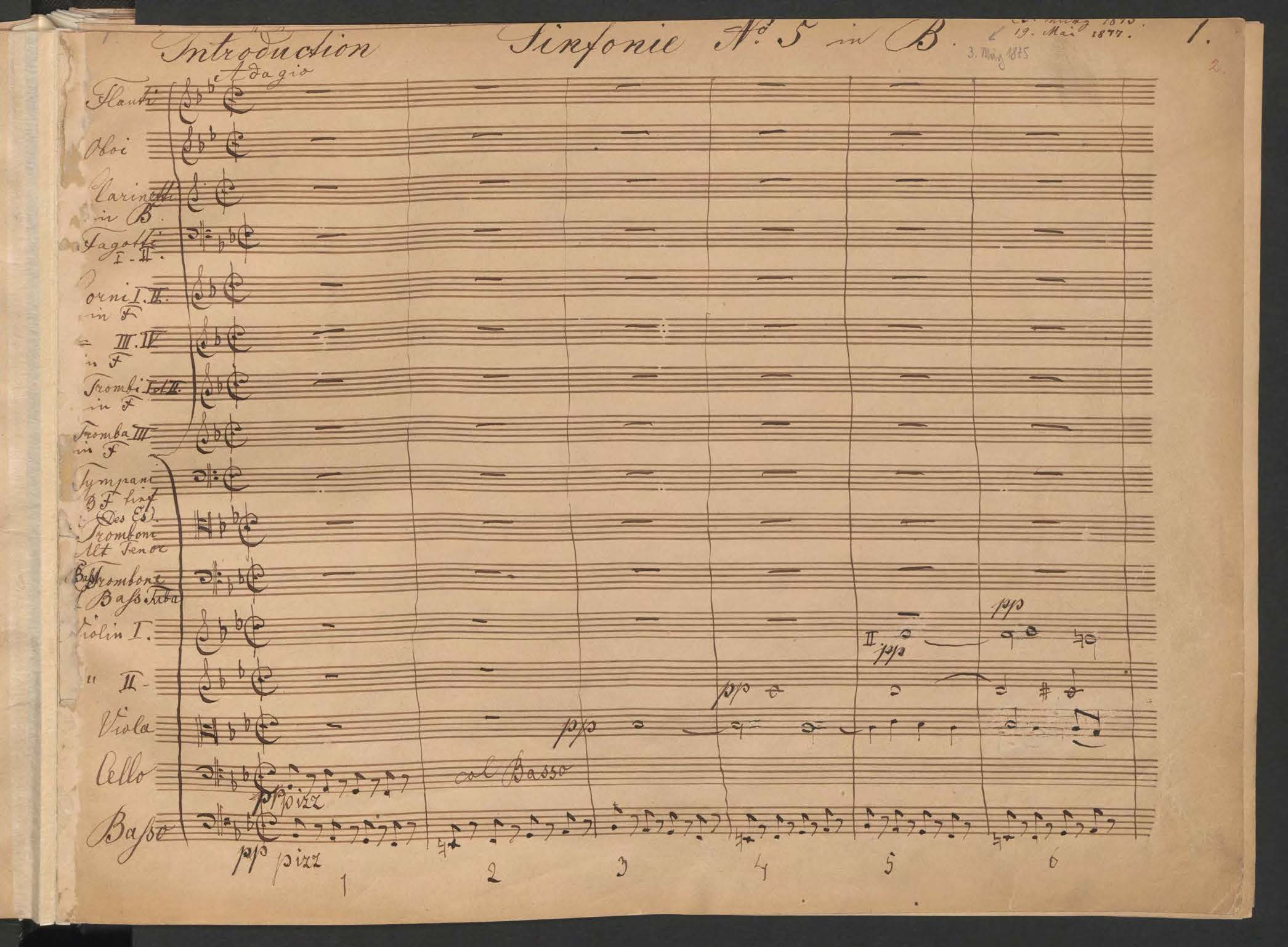
『交響曲第5番』自筆譜(総譜)・1ページ目

のちにブルックナーが生涯遺した交響曲の中で最も親しまれる存在となる『第4番「ロマンティック」』の第1稿を完成させた翌年、1875年の2月に当楽曲の作曲に取りかかる。この当時、ウィーンでその都会的な空気に馴染めぬ中で職探しを行ったり、反ワーグナーを掲げる音楽評論家のエドゥアルト・ハンスリックに冷遇されたりするなど、経済的に困窮し且つ精神的にも落ち込んでいたが、それが却って創作意欲を高めていたようで、同年6月までに3つの楽章を書き上げ、続けて終楽章の作曲に着手している。
作曲開始から1年余り経った1876年5月に全曲の一応の形を仕上げるも、そこから丸1年経過した1877年5月に再度推敲を開始。この再推敲では数多くの改訂が為されたが、その際にチューバも必要楽器編成の一つとして追加している。この試みは彼の交響曲に於いては初めての試みとなった。そして最終的に1878年1月4日に完成となった。
作品自体は完成するも、なかなか初演の機会に恵まれず、完成から16年余り経った1894年4月9日になってようやく、グラーツに於いて弟子のフランツ・シャルクの指揮により初演されたものの、当のブルックナー自身は老年期に入っていて病弱だったため立ち会うことが出来なかった。またこの時のシャルク指揮による初演では、その2年後の1896年にドブリンガー社から出版された時も然りであるが、「時流に合わせてわかりやすくする」という理由で、曲の響きをオリジナルスコアから全く改変させてしまうほどの改訂を行っている（後述）。
当楽曲は、当初の完成から10ヶ月後となる1878年11月4日、オーストリア＝ハンガリー帝国の文部大臣カール・リッター・フォン・シュトレマイヤーに献呈されている。この背景として、作曲に取りかかる7年前の1868年にウィーン音楽院教授に着任してから、ブルックナー自身の生活水準が決して悪くなかったにもかかわらず、創作の時間が無いという不安から執拗なまでに助成金援助や要職への任命懇願を同国文部省に行っていたことがある。なおこのブルックナー着任当時、ウィーンに於いては作曲家として無名の存在であり、音楽院内では必ずしも優遇されていたわけではなかった。

## 初演
- 2台ピアノでの演奏は、下記に先立ち、1887年4月に行われている。
- シャルク改訂版による初演は、1894年4月8日グラーツにおいてフランツ・シャルクの指揮で行われた。同版の日本初演は、1996年7月20日、なかのZEROホールにて野口剛夫指揮の東京フルトヴェングラー研究会管弦楽団によって行われた。
- 原典版の初演は、1935年10月20日ミュンヘン　ジークムント・フォン・ハウゼッガー指揮でハース版により行われた。
- 原典版の日本初演は、1962年4月18日大阪フェスティバルホールでオイゲン・ヨッフム指揮のアムステルダム・コンセルトヘボウ管弦楽団により行われた。

## 演奏時間
約78分（カット無しの原典版で各21分、18分、14分、25分の割合）。

## 楽器編成
フルート2、オーボエ2、クラリネット2、ファゴット2、ホルン4、トランペット3、トロンボーン3、バス・チューバ、ティンパニ（3個）、弦五部。

## 楽曲解説

### 第1楽章
Introduktion: Adagio - Allegro（序奏部：アダージョ - アレグロ）
変ロ長調、2分の2拍子、序奏付きソナタ形式。序奏はこの曲全体の原旋律である低弦のピッツィカートで始まる。ヴィオラ、ヴァイオリンが弱音で入ってくると、突如として金管のコラールが吹き上がる。律動的になって高揚し、収まったところで主部にはいる。高弦のトレモロの中をヴィオラとチェロが特徴的なリズムの第1主題を出す。この主題は全管弦楽に受け取られ、魅惑的な転調を見せる。ヘ短調で始まる第2主題は弦によるやや沈んだ表情のもので弦5部のピッツィカートにより厳かに始まり、第1ヴァイオリンが呼応する。続く第3主題は管楽器の伸びやか旋律を中心に進んでゆき、次第に曲想が盛り上がり変ロ長調の頂点に達するが、急速に静まる。ホルンの遠くから鳴らされるような響きを残しながら、ごく静かに弦のトレモロとともに提示部を閉じる。展開部はホルンとフルートの対話に始まり、まもなく導入部が回帰する。第1主題が入ってきて発展し、第2主題の要素も弱い音で重なる。金管のコラールが鳴り響き、再現部を導入する。再現部は主題が順番どおり再現されるが、全体的に圧縮されている。コーダに入ると、導入部の低弦のモティーフが繰り返されて第1主題で高揚し、輝かしく楽章を閉じる。

### 第2楽章
Adagio. Sehr langsam（アダージョ、非常にゆっくりと。）
ニ短調、2分の2拍子。A-B-A-B-A-Codaのロンド形式をとりやはりピチカートで始まる。ただし、各部は再現のたびに展開される。主部は弦5部の三連音のピチカートに乗ってオーボエが物寂しい主要主題を奏でる。この主題は全曲を統一するものである。副主題は弦楽合奏による深い趣をたたえたコラール風の美しい旋律で、「非常に力強く、はっきりと」提示される。ひとしきり頂点を築くと、ティンパニだけが残り、主部が回帰する。弦の6連符の動きの上に、管楽器が主要主題を展開し、、強弱の急激な交換が行われる。副主題も発展的な性格を持って再現され、第1副部とは違った形で頂点が築かれる。主部が再び回帰し、木管とホルンにより主要主題が奏でられる。ヴァイオリンの6連符の動きの上にトランペットやトロンボーンも加わって高潮してゆく。後半には3本のトロンボーンによるコラール楽句が現れる。この部分は第7交響曲第2楽章や第4交響曲の終楽章の最終稿を彷彿させる。コーダは、主要主題をホルン、オーボエ、フルートが順に奏してあっさりと終わるため、ブルックナーの緩徐楽章としては小粒な印象を与えることもある。演奏時間は指揮者によって差が出やすい楽章である。「第5」作曲にあたって最初に書かれた楽章で、冒頭のオーボエ主題は、全楽章の主要主題の基底素材となって出現する。

### 第3楽章
Scherzo. Molt vivace, Schnell - Trio. Im gleichen Tempo（スケルツォ：モルト・ヴィヴァーチェ、急速に、トリオ：（主部と）同じテンポで。）
ニ短調、4分の3拍子。複合三部形式。スケルツォ主部だけでソナタ形式をとり、アダージョ楽章冒頭のピチカート音形を伴奏にせわしなく駆り立てるような第1主題と、ヘ長調で「Bedeutend langsamer(テンポをかなり落として)」レントラー風の第2主題が提示される。次第に高揚し小結尾となり、展開部へ続く。展開部では前半が第1主題、後半は第2主題を扱う。さらに14小節のコーダが続く。中間部は変ロ長調　2/4拍子、3部形式。ホルンの嬰ヘ音に導かれて木管が愛らしい旋律を奏でる。主部の再現は型どおりである。

### 第4楽章
Finale. Adagio - Allegro moderato（終曲。アダージョ - アレグロ・モデラート）
変ロ長調、2分の2拍子。序奏付きのソナタ形式にフーガが組み込まれている。序奏は、第1楽章の序奏の再現で始まる。クラリネットがフィナーレ主題の動機を奏し、第1楽章第1主題、第2楽章第1主題が回想される。こうした手法は、ベートーヴェンの第9交響曲のフィナーレに通じるものがある。その後チェロとコントラバスが第1主題を決然と出して主部が始まり、フーガ的に進行する。全休止の後第2ヴァイオリンがスケルツォ楽章のレントラー素材に基づく第2主題を軽快に出す。休止の後、第3主題が力強く奏される。第3主題は第1主題の冒頭の音型に基づくもので、第4楽章最初の頂点とも言うべきクライマックスを築く。再び全休止の後、金管が荘重なコラールを奏する。展開部では、コラール主題に基づくフーガ、これに第1主題が加わって二重フーガとなる。ブルックナーは「カットしてもよい」と練習番号にダル・セーニョ記号を付した。長いプロセスを経て再現部が始まる。第1主題の再現にもコラール主題が合わさっており、提示部に比べて短いものとなっている。第2主題は比較的型どおりで、第3主題の再現は大規模なものとなっている。ここでは第1楽章の第1主題が組み合わさり、あたかもコーダであるかのようなクライマックスを築き上げてく。コーダではフィナーレの第1主題の動機にはじまり、第1楽章第1主題が繰り返し奏されて発展するうちに、頂点に達して第1主題が力強く奏されるとコラール主題が全管弦楽で強奏され、圧倒的なクライマックスを形作る。最後に第1楽章第1主題で全曲を閉じる。大規模で長大な楽章である。

## 版について

### ハース版・ノヴァーク版
ブルックナーの筆によるオリジナルに沿った、いわゆる原典版楽譜は、ブルックナーの死後約40年近く経過した1935年に先ずロベルト・ハースによる校訂版で出版され、次いで1951年にはレオポルド・ノヴァークによる校訂版も出版された。これら両校訂版の差異については殆ど問題にならない程度で、根本的差異は見られない。今日、一般的にはノヴァーク校訂版が用いられている。

### シャルク改訂版
初演者のフランツ・シャルクは、初演時にブルックナーのスコアに大幅な改訂を施している。第3楽章や第4楽章を大きくカットし、第4楽章には別働隊の金管やシンバル、トライアングルを補強している。さらに目立つのはオーケストレーションの変更である。シャルクの改訂は、長大かつ難解なこの交響曲を普及させるためという「好意的」な目的であったと評価されることが多い。しかしながら改訂内容自体は、原典版の管弦楽法とはいささか異なり構造上の相違点も挙げられる。ブルックナーの生前に出版された諸楽曲（ほとんど弟子による校訂・改訂が加わっているとされる）に比べると、改訂の度合いが極端であり、「無残な改作」と悪評されることもある。
先記の通り、ブルックナーはこの初演を病気のために欠席している。この欠席に対しては、シャルクの改訂に対する抗議の気持ちが込められていたとの臆説もある。ブルックナーは生涯でこの曲を（原典版にせよ改訂版にせよ）実際に耳にすることはなかった。
シャルクによる改訂版は1896年（ブルックナーの死の年）に出版され、ハース校訂による第一次全集（ハース版）が出版されるまではほとんど唯一のスコアとして演奏されていた。録音ではハンス・クナッパーツブッシュが指揮したものが有名である。ハース版出版後も1950年代までは、アメリカを中心に、このシャルク版が演奏されていたが、1970年代以降はほとんど使われなくなった。
近年になって、弟子たちがブルックナーのスコアに施した改訂を再評価する動きがでてきている。この交響曲第5番のシャルク改訂版についても同様で、シャルク改訂版を採用した新規録音としては以下のものがある。
- 野口剛夫指揮、東京フルトヴェングラー研究会管弦楽団、SEELENKLANG SEK-1（Oto to Kotoba Edition）、1996年録音。
- レオン・ボットスタイン指揮、ロンドン・フィルハーモニー管弦楽団、Telarc CD80509、1998年録音[10]。
- 林憲政（イム・ホンジョン）指揮、韓国交響楽団（朝鮮語版）、Universal Korea DD41143、2016年録音[11]。
- ゲンナジー・ロジェストヴェンスキー指揮、読売日本交響楽団、Altus ALT-411、2017年録音[12]。

ブルックナー研究者のベンジャミン・コーストヴェットは、上記ボットスタインのCDのリーフレットに、次のような考察を寄せている。
- ハースによる原典版が出版された際、初版群を「ブルックナーの意図に反する改ざん」と評する宣伝が広く行われた。これには、当時の政治的な背景があったので、今となっては見直しが必要である。実際、第4交響曲の第3稿は、資料の再吟味により、ブルックナーが正当性を与えていたと判断される。
- この第5交響曲については、ブルックナーが正当性を与えたとの判断は難しい。とはいえ、資料の再吟味で、以下の事実が明らかになった。シャルクがこの曲の編曲に着手した際、ブルックナーはシャルクにスコアを提供した。作曲者は編曲譜の完成を待っていたが、完成が遅かった。シャルクの弟に、編曲作業の遅さを心配する手紙を寄せたこともあった。編曲譜が完成した時は作曲者の病気が重く、初演に立ち会えなかった。第2楽章終結部の木管の旋律の変更はブルックナーのアイデアである。終楽章の金管楽器増強については、ブルックナーが承諾したアイデアである。
- シャルクは後年、この編曲について「ブルックナーが正当性を与えたもの」と語った。もっとも、このシャルク発言に対しては、研究者の間でも評価が分かれる。

### オリジナルコンセプツ
近年、1876年版の再現を試みる研究者もいる。その一人、川崎高伸は、「オリジナルコンセプツ」と称し、1876年版のスコアを製作した。これは2008年に内藤彰指揮東京ニューシティ管弦楽団により演奏された。
この「オリジナルコンセプツ」に対する川崎の見解は、自身のホームページに記されている。